# Календер (Ајова)
Календер (енгл. Callender) град је у америчкој савезној држави Ајова. По попису становништва из 2010. у њему је живело 376 становника.

## Демографија
Према попису становништва из 2010. у граду је живело 376 становника, што је -48 (-11.3%) становника више него 2000. године.
| Група             | 2000.       | 2010.       |
| Белци             | 417 (98,3%) | 371 (98,7%) |
| Афроамериканци    | 1 (0,2%)    | 1 (0,3%)    |
| Азијати           | 0 (0,0%)    | 0 (0,0%)    |
| Хиспаноамериканци | 0 (0,0%)    | 0 (0,0%)    |
| Укупно            | 424         | 376         |